# Fiat Littorina
 (juin 2023).
Sous l'appellation Littorina, qui remonte à 1930, les Italiens ont fait et font toujours référence aux autorails de voyageurs mis en service sur le réseau italien des FS - Ferrovie dello Stato. Ce nouveau type de matériel roulant léger à moteur thermique essence, diesel ou gaz - a été inventé par le constructeur italien Fiat Ferroviaria dans les années 1920. On pourrait comparer cette appellation à la « micheline » française de 1935, qui a copié le principe italien.
Au tout début, ce surnom a été attribué au premier autorail du monde classé, selon la codification des FS, FS ALb 48, puis suivront les FS ALn 56 et FS ALn 556. Mais cette appellation populaire restera très profondément ancrée chez les Italiens qui remplaceront dans leur vocabulaire le terme « automotrice » - autorail par « Littorina », alors que l'appellation officielle des FS est toujours restée  « automotrice ».
Ce surnom a tellement marqué l'histoire du transport ferroviaire italien qu'il a été gravé sur les plaques d'identification du constructeur sur les autorails livrés en 1932/33. L'origine du mot « Littorina » vient de Littoria, une ville au sud de Rome aujourd'hui nommée Latina. C'est Benito Mussolini qui contribua au succès de ce moyen de transport en inaugurant lui-même la première ligne équipée de ces trains novateurs une Fiat Alb 40 à partir de la gare de Littoria. Plusieurs semaines auparavant l'inauguration de la nouvelle ville, il avait utilisé l'autorail Fiat qui l'avait conduit à la vitesse de 118 km/h. Le surnom a été repris et largement utilisé lors des campagnes publicitaires du constructeur Fiat Ferroviaria pour marquer les étapes commerciales des autorails Fiat, d'abord l'ALb 48, puis l'Alb 64, etc., mais aussi par la presse du régime qui voulait souligner le génie italien, dans le quotidien "Il Popolo d'Italia".

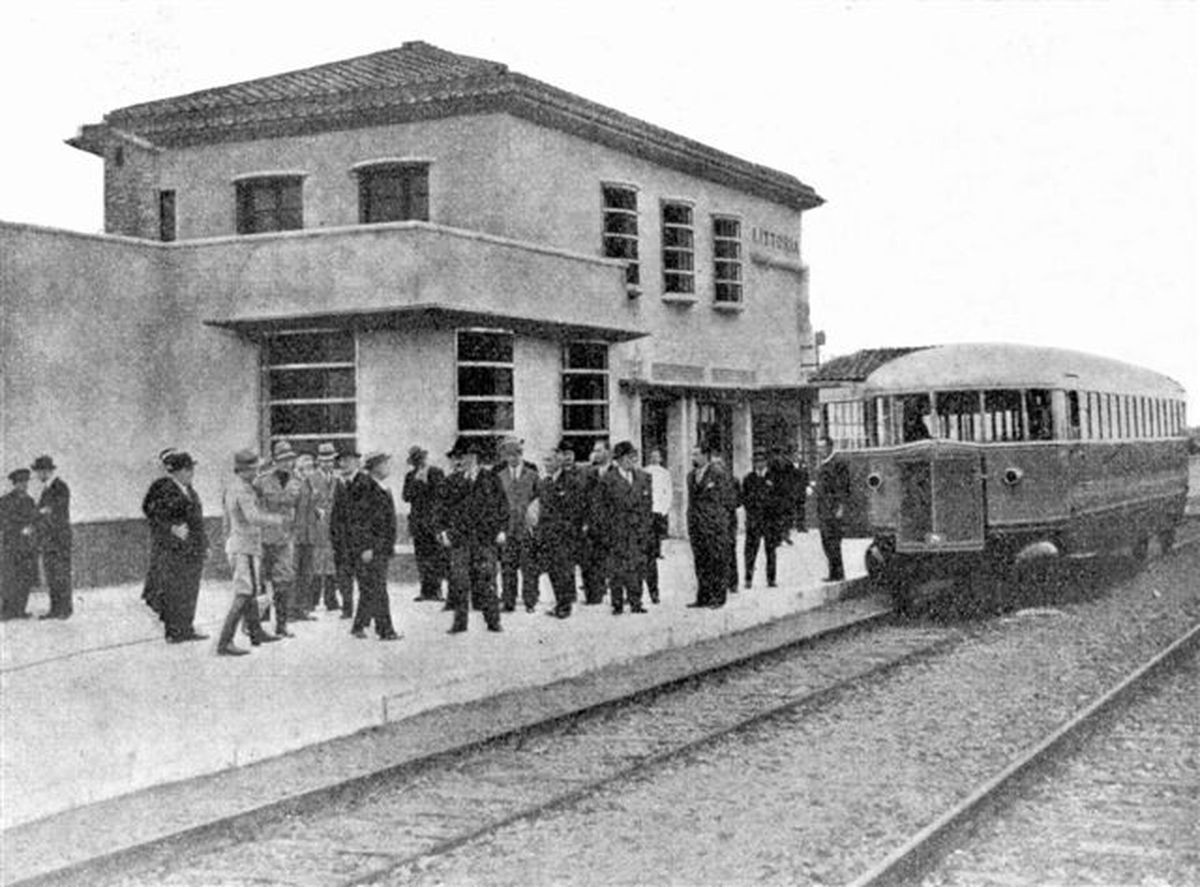
Inauguration le 18 octobre 1932 de la gare de Littoria et de la ligne ferroviaire avec la "Littorina" Fiat ALn 40

## Histoire
C'est à partir de 1906 que FIAT Sezione Ferroviaria a lancé les premières études et prototypes de véhicules à moteur thermique roulant sur une voie ferrée : les trams Fiat. Dès 1920, Fiat étudie un premier prototype de voiture mono-caisse autonome roulant sur une voie ferrée traditionnelle pour remplacer les convois de voyageurs avec machine à vapeur.
C'est en 1921 que la direction Fiat Division Ferroviaire, future Fiat Ferroviaria, lance officiellement le projet « Vettura automotrice a Petrolio » - Autorail à pétrole - constitué d'une caisse à deux essieux, d'un moteur et d'une transmission de camion, sur une carrosserie allégée de wagon de chemin de fer. Le projet va rester au stade de prototype.
En 1923, Fiat Ferroviaria construit la première locomotive diesel-électrique du monde et dès 1924, reprend son prototype d'autorail pour présenter l'autorail Fiat TA 150 - premier autorail au monde avec motorisation diesel de 150 cv pour la colonie italienne de Somalie. La même année, Fiat présente l'autorail TA 200 « Petrole Electrique » de 200 cv. 
En 1926 Fiat lance une évolution de l'autorail TA 150 avec le Fiat TA 280, de 280 CV, dans les versions à écartement normal et réduit. Enfin, en 1931, ce sera le tour de l'autorail qui sera baptisé « Littorina », le modèle FS ALb 25 - en service sur la ligne Foggia-Cerignola, avec moteur essence et une transmission par cardan au lieu de chaînes.

## Les premiers modèles de Littorina

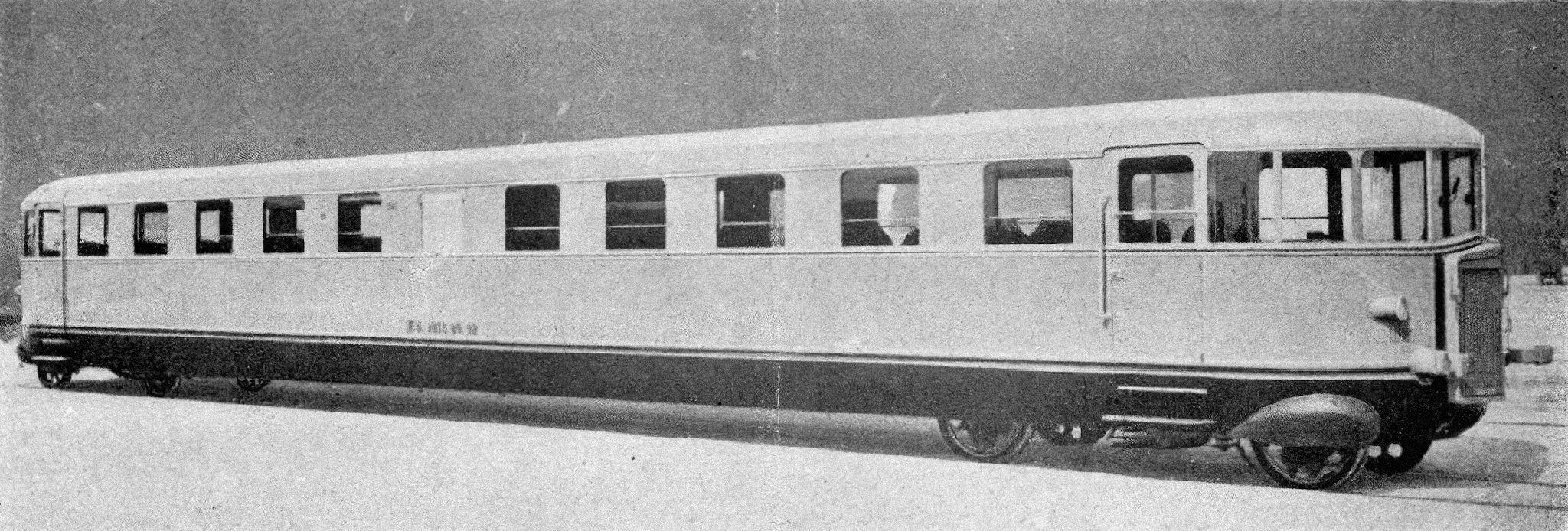
La Littorina Fiat ALb 80 (photo FIAT 1934).

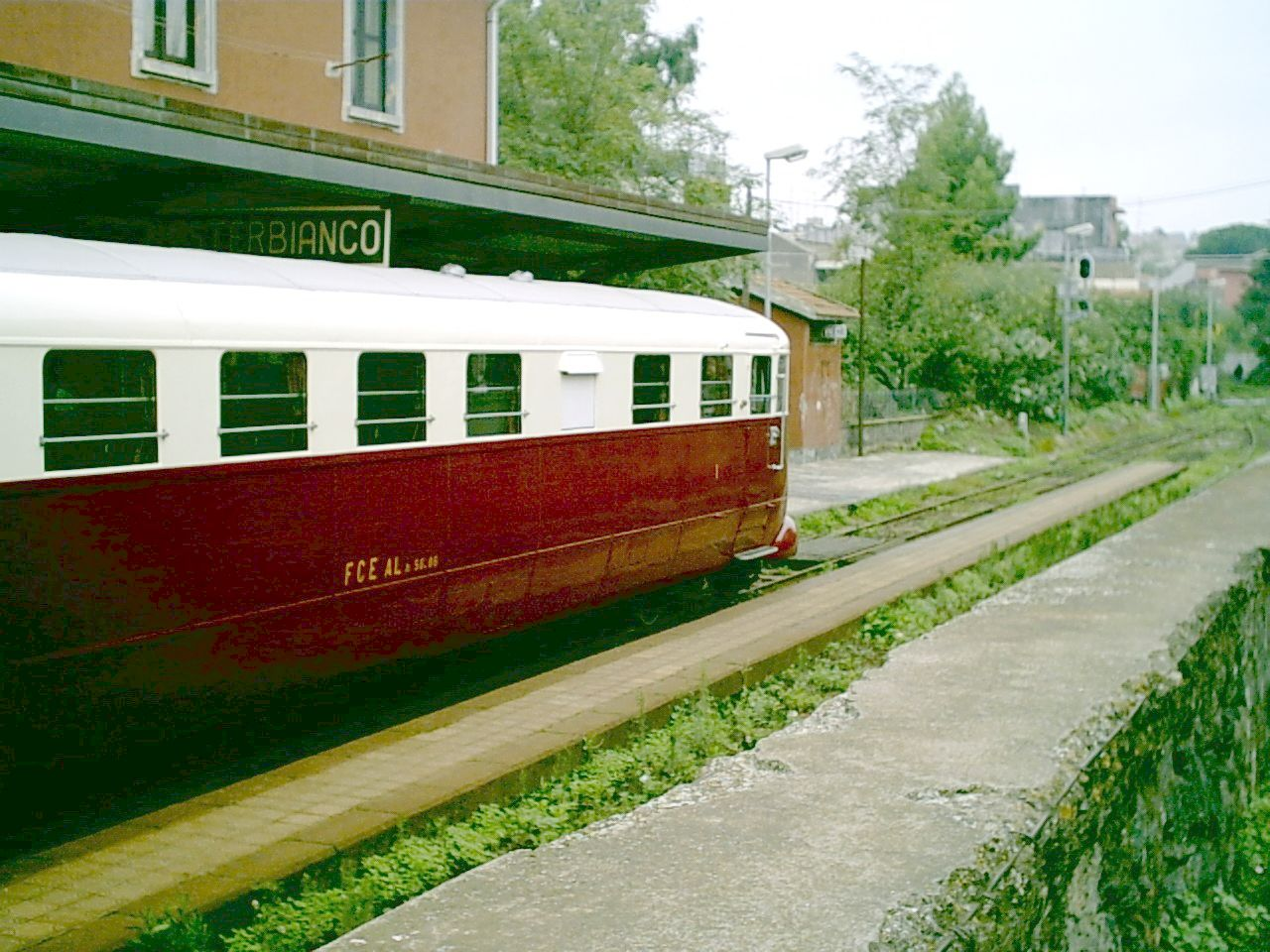
Littorina Fiat en 1930.

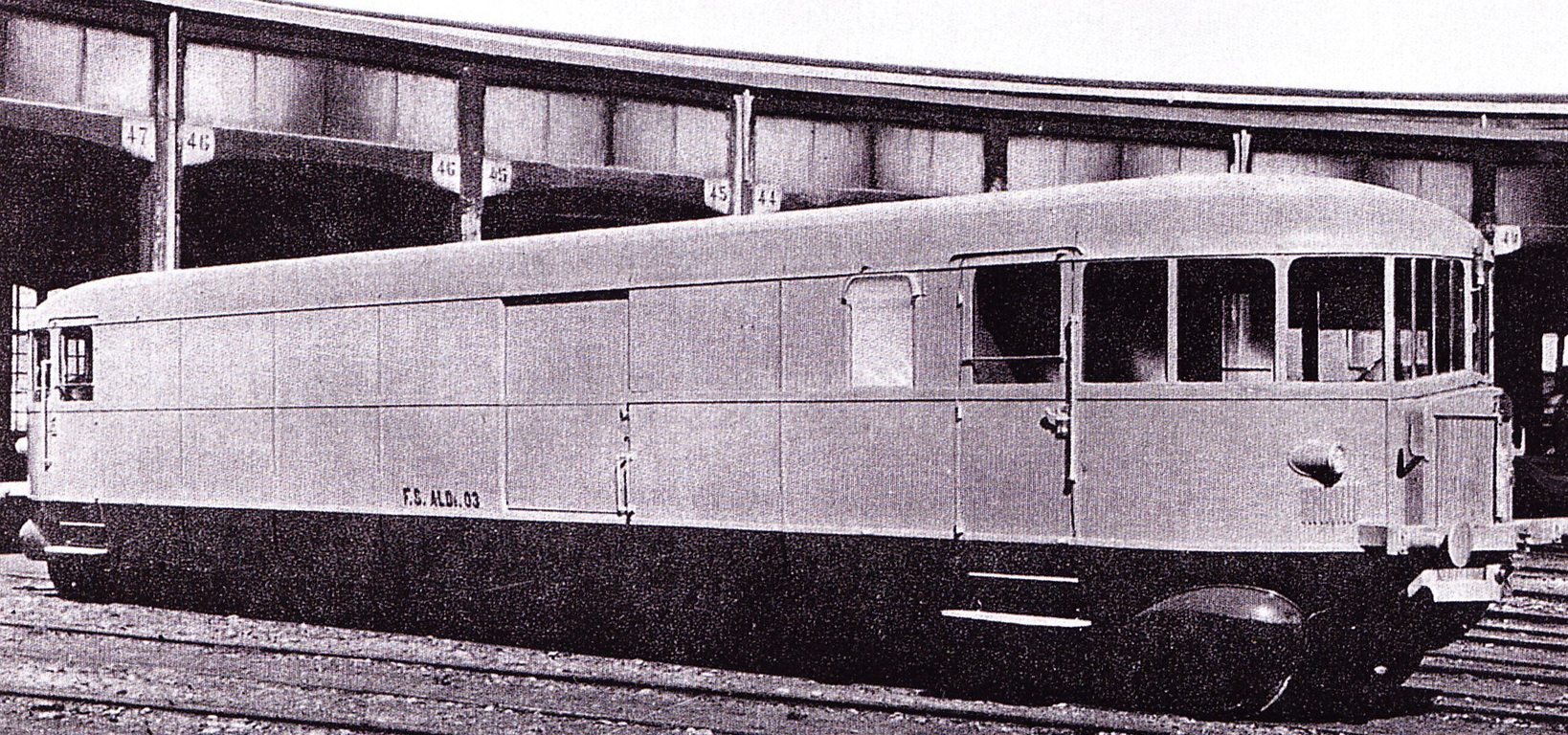
Littorina Fiat ALDb 100 version marchandises en 1934.

La toute première série de « Littorina » était très directement une dérivation automobile, dont elle gardait le moteur thermique, essence ou diesel, la transmission et la boîte de vitesses. La finition intérieure était relativement dépouillée. Les tout  premiers modèles étaient unidirectionnels et devaient donc utiliser une rotonde au terminus pour faire le trajet en sens inverse. Très vite, Fiat Ferroviaria construisit des modèles à double cabine de pilotage.
En 1932, la conception des caisses va évoluer considérablement. Au lieu de reprendre la structure lourde des voitures de voyageurs avec châssis, les ingénieurs de la division aéronautique vont contribuer à transposer la conception des carlingues autoporteuses des avions aux voitures de voyageurs. Un système de châssis treillis autoporteur va remplacer les châssis lourds. Les nouveaux autorails Fiat vont voir le jour avec d'abord les ALb 48, 80 et 64. Tous seront disponibles avec des moteurs essence puis progressivement avec des moteurs diesel. 
À partir de 1936, la motorisation diesel va s'affirmer et devenir la règle. 

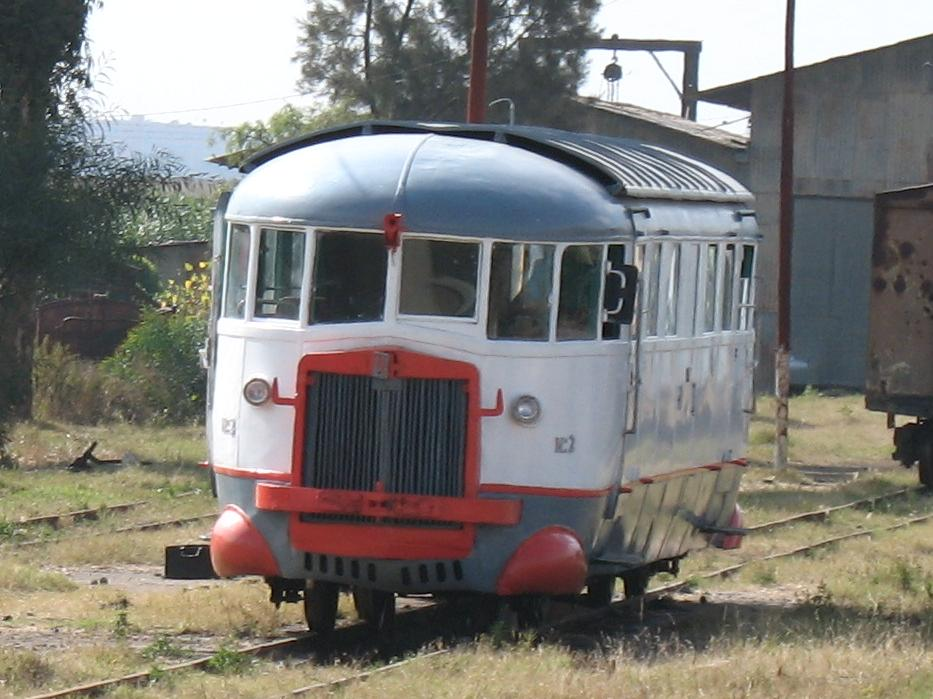
Une Fiat Littorina A.62-70 de 1936 des Chemins de fer d'Érythrée voie étroite, en gare d'Asmara en novembre 2006.

## Identification des autorails des FS
Les Littorine des FS-Ferrovie dello Stato aujourd'hui Trenitalia, sont codifiées avec un sigle de type : ALx YYY ZZZ.
« AL » caractérise tous les Autorails et Automotrices Légères.
La lettre en minuscule qui suit peut être (n, b, g, e ou v), indique la nature de la traction :
- n = nafta diesel
- b = benzina - essence
- g = gas - gaz
- e = elettricità - électricité
- v = vapore - vapeur.

Pour les véhicules remorqués sans moteur, les lettres AL sont remplacées par la seule lettre L.
Si la rame comporte un compartiment bagages bien identifié, la lettre D est ajoutée entre AL (ou L) et la lettre minuscule qui suit. De la même manière, la lettre U indique la présence d'un compartiment postal, la lettre  T indique la présence d'une impériale et la lettre H un compartiment réfrigéré (congélateur) pour le transport de denrées périssables.
Pour certaines lignes en concession ou privées à écartement réduit, les rames comportaient la lettre R devant leur identification.
À l'origine, la codification comprenait un premier groupe de deux ou trois chiffres qui indiquait le nombre de places assises. Si le premier chiffre était doublé, cela indiquait que la rame était conçue avec des commandes multiples, pour être accouplée avec d'autres éléments du même type et n'avoir qu'un seul poste de pilotage.
Le second numéro (3 chiffres, sauf pour les moteurs diesel où il y avait un code à quatre chiffres) identifiait le constructeur de la rame :
- 1 = Fiat Ferroviaria
- 2 = Breda C.F.
- 3 = OM
- 4 = Ansaldo

Le numéro d'ordre progressif complétait la référence.
Exemples :
1. ALb 48/64, suivi de seulement trois chiffres progressifs, en partant de 100, correspond aux premières rames automotrices monomoteur à cabine double (et doubles commandes) mises en service par les FS. Ces rames ne pouvaient être accouplées en multiple, chaque mécanicien devait piloter sa rame et le premier communiquait à ses collègues à l'arrière, les phases d'embrayage de départ. Seuls les freins pneumatiques étaient tous commandés par la première rame. La série suivante ALb 80 avec les mêmes caractéristiques, mais avec deux moteurs les propulsaient à la vitesse record de 130 km/h et plus. Ces rames fonctionnaient à l'essence et seront converties au gaz méthane en 1941.
2. ALn 56 seront motorisées à l'essence puis en diesel par leurs deux principaux constructeurs Fiat Ferroviaria et Breda C.F.. Elles n'étaient encore pas accouplables en multiple comme les ALb 48/64. Ces séries se montreront fiables, robustes et très sûres au point d'inciter les FS à développer ce type de matériel qui sera largement exporté.
3. ALn 556.1268 : identifiait une rame avec 56 places assises avec commandes multiples (premier chiffre doublé) construite par Fiat Ferroviaria (1, premier chiffre du second pavé numérique) et numéro d'ordre 268.
4. ALn 448.2008 identifia une rame de 48 places assises avec commandes multiples, construite par Breda dont le numéro d'ordre est 008.
5. RALn60 identifie une rame à écartement réduit (950 mm) avec moteur diesel, de 60 places assises, non accouplable en multiple.

Pour la grande lignée des rames ALn 668, le chiffre 3 des séries 3000, 3100 et 3300 ne fera plus référence au code constructeur traditionnel des FS mais sera toujours Fiat Ferroviaria, concepteur et seul constructeur.

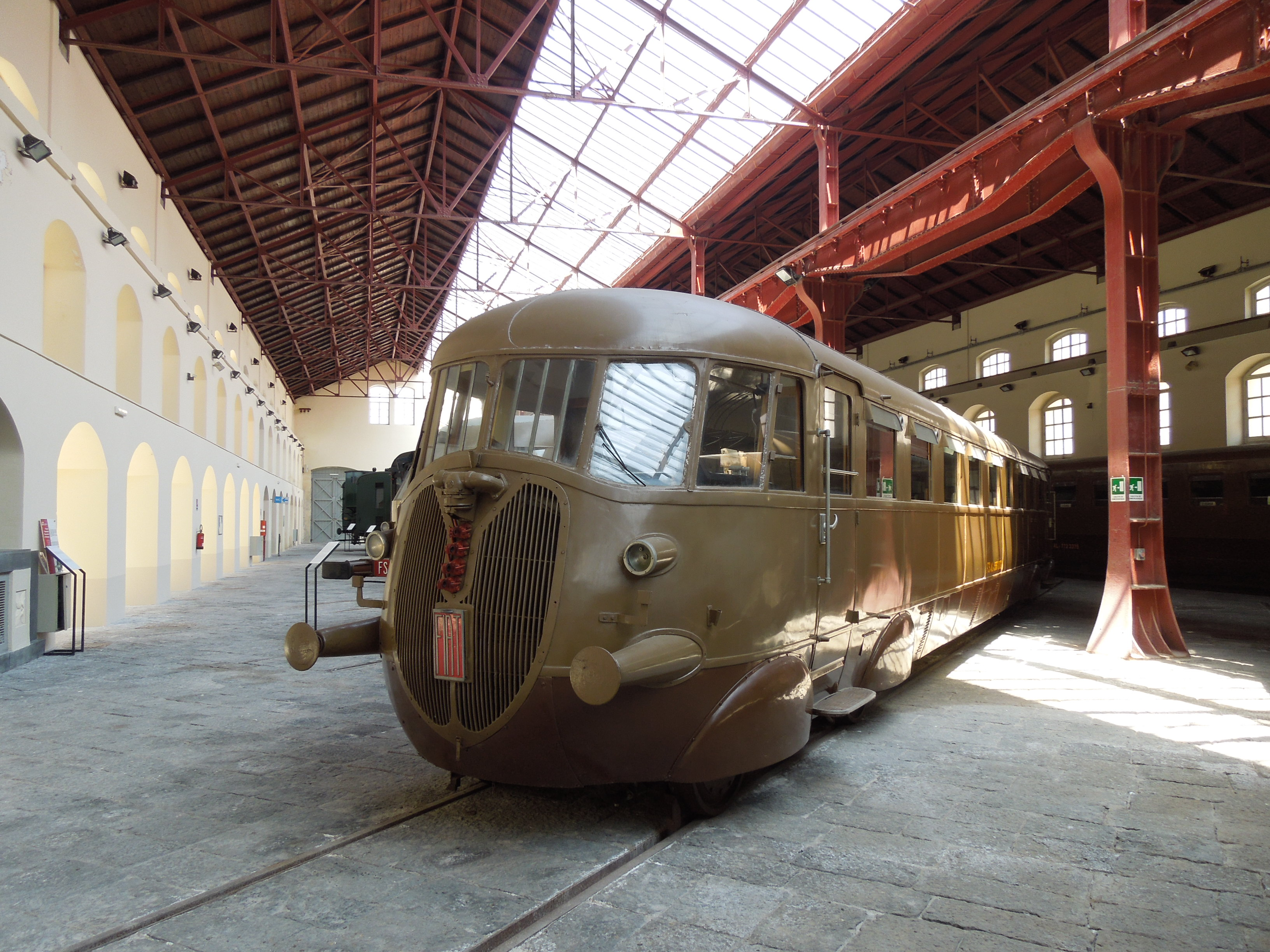
Un autorail FS ALn 556 Littorina au Musée de Pietrarsa

## Production de la1regénération pour les FS
Selon les données recueillies par " Le Ferrovie.it " et " Scalaenne.it " la première génération des Fiat Littorina fournie aux FS se compose ainsi :
| Type             | Années de production | Longueur (mm) | Empattement bogie (mm) | Empattement entre bogies (mm) | Quantité (U) | Places assises (Nb) | Remarques                                           |
| ---------------- | -------------------- | ------------- | ---------------------- | ----------------------------- | ------------ | ------------------- | --------------------------------------------------- |
| ALb 25           | 1931                 | 7.560         | -                      | 3.000                         | 2            | 23                  |                                                     |
| ALb 48 prototype | 1931-32              | 13.816        | 2.800                  | 7.750                         | 3            | 48                  | aussi nommées Autoz 48.01 à 03                      |
| ALb 48           | 1933                 | 15.626        | 2.800                  | 9.950                         | 12           | 48                  |                                                     |
| ALb 56           | 1933                 | 18.416        | 2.800                  | 12.800                        | 50           | 56                  |                                                     |
| ALn 56           | 1934-36              | 18.416        | 2.800                  | 12.800                        | 120          | 56                  | + 3 ex frigorifiques ALHb.64 + 6 diesel ALn.64      |
| ALb 64           | 1933-34              | 18.416        | 2.800                  | 12.350                        | 48           | 64                  | + 6 ex ALn.64 à adhérence totale                    |
| ALn 72           | 1936                 | 23.160        | 3.100                  | 16.000                        | 3            | 72                  | Modèle Fiat-OM                                      |
| ALb/ALn 80       | 1933-34              | 22.816        | 3.000                  | 15.500                        | 10           | 80                  | 5 transformés en ALn variante russe pour voie large |
| ALn 40           | 1936                 | 23.516        | 3.100                  | 16.420                        | 25           | 40                  | Autorail de très grand luxe                         |

N.D.R. : Ne sont pas mentionnés les modèles fournis aux concessionnaires privés en voie normale ou étroite, ni aux compagnies étrangères.
La deuxième série de Littorina va débuter en 1936 avec les modèles Fiat ALn 556 autorail couplable dont 287 exemplaires seront fabriqués pour les FS entre 1937 et 1938 et Fiat OM ALn 772 en 1940. À cette occasion, les extrémités vont évoluer dans leur esthétique et adopter une face avant légèrement inclinée et une énorme grille de radiateur en forme d'écusson.

## Les Fiat Littorina voie large pour l'étranger
Les modèles ALb 80 (code usine FIAT 004C) ont été équipés par Fiat Ferroviaria de deux moteurs, la disposition des essieux devenant alors (1A)(A1) et la vitesse commerciale passa à 130 km/h. Fiat livra aux FS 10 unités qui ont surtout été utilisés sur la très difficile ligne de montagne reliant Vintimille à Oulx.
Vu la réputation acquise en Italie par ces autorails à la fiabilité exemplaire sur une ligne de montagne très difficile, plusieurs compagnies ferroviaires étrangères demandèrent qu'une démonstration des capacités de ce matériel sur leur propre réseau soit organisée. Deux autorails Fiat ALb 80 effectuèrent entre 1933 et 1934, deux voyages de démonstration dans ces pays. Le premier visita la Suisse, l'Autriche, la Tchécoslovaquie et la Hongrie, le second alla directement en Russie en passant par Moscou, Leningrad (Saint Petersburg) et Sotchi sur la Mer Noire. Un article de journal de Lorenzo Bertolin relate en détail l'évènement sur la revue "iTreni" n° 46 de janvier 1985. Pour rouler sur le réseau russe dont l'écartement est plus large de 89 mm par rapport au standard UIC, les techniciens italiens de Fiat Ferroviaria ont dû intervenir en gare de Negoreloïe (aujourd'hui en Biélorussie) pour remplacer les bogies.

### Russie
Après ce voyage de démonstration, la compagnie d'État russe a commandé une très importante quantité d'autorails Fiat ALn 80 adaptés aux conditions du pays. Certaines sources évoquent plus d'une centaine d'unités... Fiat n'ayant jamais  divulgué les ventes de quelque matériel technique important que ce soit, civil ou militaire, il est impossible d'en connaître le nombre exact. Il n'existe aucun document technique ni photographie d'époque. On sait simplement, à partir d'archives russes que les modèles étaient quasiment identiques aux modèles ALb 80 italiens, la caisse avait la même longueur, la largeur était augmentée de 90 mm mais disposaient des mêmes moteurs. Seul le nombre de places assises différait, réduit à 72 pour faire place à un compartiment postal et marchandises plus important.

### Espagne

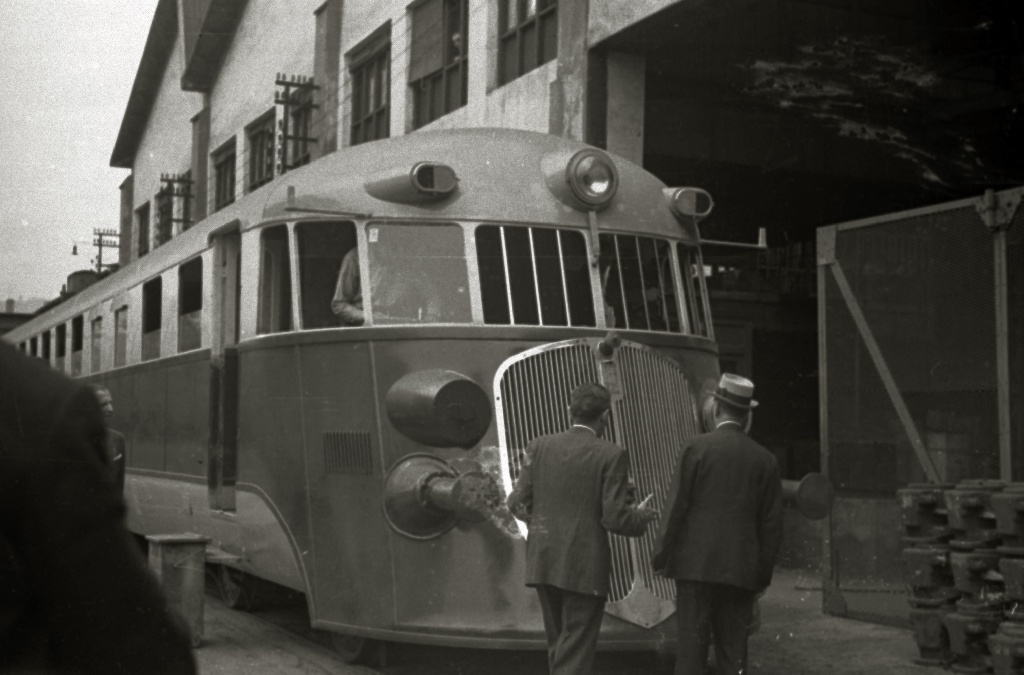
Fiat Littorina ALb 80 version espagnole produite sous licence par CAF en 1941

La première livraison de matériel ferroviaire italien à l'Espagne remonte à 1935 avec la livraison de six unités Fiat Littorina ALn 80, (projet 24 de 1935), à la CCHN-Norte et de six unités, (projet 27 de 1936), à la MZA. Ces deux commandes ont été renouvelées à la fin de la guerre civile espagnole en 1942. Au total on dénombre 24 unités qui ont toutes été ré-immatriculées "Série 9200" lors de la création de la Compagnie nationale espagnole "Red Nacional de los Ferrocarriles Españoles" - Renfe. Les douze premières unités ont été fabriquées intégralement en Italie tandis que les douze unités suivantes ont été assemblées sous licence par le constructeur ferroviaire espagnol CAF qui livra le dernier exemplaire en 1947, comme le précise Docutren – Fundación de los Ferrocarriles Españoles. Chaque autorail disposait de 92 places assises dont 26 en 1re classe.
Les Litorinas ont été affectées au dépôt de Madrid et ont assuré le service voyageurs sur les lignes principales vers les villes de Soria, Castejón et Pampelune, ainsi que plusieurs lignes en Galice. Mais les restrictions dans l'approvisionnement de carburant durant la Seconde Guerre mondiale vont quasiment arrêter tout le trafic ferroviaire à partir de 1943.
Entre 1961 et 1964, ces autorails ont subi un revamping au cours duquel les moteurs Fiat d'origine ont été remplacés par des Pegasus de même puissance et l'aménagement des 88 places de la 2e classe a été revu. La nouvelle motorisation et sa transmission ont créé beaucoup de soucis à la Renfe qui ne disposait plus que de cinq unités opérationnelles en 1970, lesquelles ont été définitivement radiées en 1973.

### Brésil
En 1936, la compagnie brésilienne "Estrada de Ferro Central do Brasil" a commandé cinq rames dérivées de la Littorina Fiat ALn 80. Cette rame était en fait une première version de ce qui deviendra les rames ATR.100 des FS mais ne comportant que deux caisses motorisées indissociables au lieu de trois sur la version italienne.
Ces rames ont été conçues et homologuées pour garantir une vitesse commerciale de 85 km/h, vitesse qu'elles ne purent jamais atteindre au Brésil en raison du mauvais état du réseau ferré. Une voiture offrait 32 places assises et avait un compartiment bagages séparé, deux toilettes et une réserve pour le bar situé dans l'autre voiture qui disposait de 32 places assises. La rame pouvait accueillir 64 passagers tous en 1re classe.
En 1943, à la suite des difficultés d'approvisionnement en carburant à cause des restrictions dues à la seconde guerre mondiale, la compagnie décida de transformer les motorisations en gazogène. Cette modification faite avec du matériel local peu adapté engendra d'énormes déboires qui conduiront la compagnie à réformer les rames dès 1950.

## Les Fiat Littorina pour voies étroites
Alors que plusieurs compagnies de pays étrangers utilisant des voies larges comme l'URSS, l'Espagne ou le Brésil ont acquis des autorails Fiat adaptés, d'autres compagnies utilisant des voies étroites ou métriques ont également réclamé des autorails Fiat Littorina adaptés à leurs réseaux.
À l'époque, des réseaux de plusieurs régions italiennes, gérés par des concessionnaires privés, utilisaient des voies métriques comme la Sardaigne, la Sicile et un peu le Trentin-Haut-Adige, sans oublier les colonies italiennes d'Afrique comme l'Érythrée.
L'année 1935 fut très prolifique pour la division ferroviaire de FIAT qui réalisa pour la compagnie nationale FS les projets 010 et 015 correspondant aux modèles ALb 56 et ALn 40 ainsi que le projet 016 qui sera l’FS ATR.100, petit frère diesel du fameux et fantastique rame électrique FS ETR 200. Les premières Littorine pour l'Erythée (projets 011 et 025A) correspondant aux modèles A 60 et A 62 ont été envoyés localement et parmi tous ces nombreux projets, on peut souligner le projet 019 pour la compagnie privée "Ferrovie Meridionali Sarde - FMS". C'est avec ce nouveau projet que le constructeur italien Fiat Ferroviaria va modifier intégralement l'esthétique de ses modèles avec une face avant totalement nouvelle que l'on retrouve sur les versions espagnole, brésilienne et sarde (FCS), à partir de 1937.

### Ferrovie Meridionali Sarde - FMS
La compagnie de chemins de fer sarde FMS, qui gérait un réseau de 114 km en voie métrique, a reçu 4 autorails Fiat dérivés de l'ALn 56 et furent immatriculés ALn 201 à 204 en fin d'année 1935. Leur mise en service a été effective sur les lignes FMS Siliqua-Palmas Suergiu-Calasetta et Palmas Suergiu-Iglesias, le 9 février 1936.
Ces autorails disposaient d'un moteur diesel 6 cylindres à injection directe Fiat type 355C de 8 355 cm3, développant une puissance de 59 kW / 80 Ch. C'était le même moteur qui équipait les ALn 56 des FS, qui disposaient de 2 moteurs. Les autorails FS ALn.56 étaient plus grands, pesant 25 tonnes au lieu de 15 tonnes des ALn.200. La pente maximale rencontrée sur les lignes sardes était de 25‰  et la puissance d'un seul moteur se démontra suffisante pour assurer le service dans les conditions requises par le concessionnaire. La longueur de la caisse des ALn 200 était de 14.930 mm contre les 21.360 des ALn 56. La largeur, adaptée à celle de la voie métrique était de 2.400 mm contre 3.116 tandis que la hauteur était quasiment identique, 3.140 mm contre 3.200. La vitesse maximale était bridée à 83 km/h et la capacité était de 36 places assises réparties en 5 compartiments, 30 en 2e classe et 6 en 1re classe.
Après avoir bénéficié de plusieurs renouvellement des aménagements intérieurs, ces autorails ont été radiés en 1972.

### Ferrovie Complementari Sarde - FCS
Une série de 3 autorails a été commandée à Fiat Ferroviaria en 1937 par l'autre compagnie de chemins de fer sarde, la "Società per le Ferrovie Complementari della Sardegna (FCS)" créée en 1911. Son réseau disposait de voies métriques de 950 mm, comme pour les FMS. Le but de la commande était d'améliorer la vitesse commerciale, la régularité du service jusqu'alors effectué avec des locomotives à vapeur et surtout le confort des voyageurs sur la ligne Macomer-Nuoro, longue de 53 km et Macomer-Bosa de 46 km. Ces autorails ont été mis en service le 15 juin 1937. Les autorails immatriculés ALn 40.11 à 13, étaient identiques aux ALn 200 des FMS, à leur motorisation près, ceux destinés au FCS disposaient de 2 moteurs au lieu d'un seul en raison des pentes beaucoup plus raides allant jusqu'à 30‰ sur les lignes FCS.
Ces autorails sont restés en service jusqu'à la fermeture des lignes en 1981. En 2012, l’ARST, nouveau gestionnaire public depuis 2010 des lignes ferroviaires sardes (ex FCS & FMS), a débloqué des fonds pour la restauration des ALn 40 en les rappatriant au dépôt de la gare de Monserrato.

### Érythrée

#### Histoire

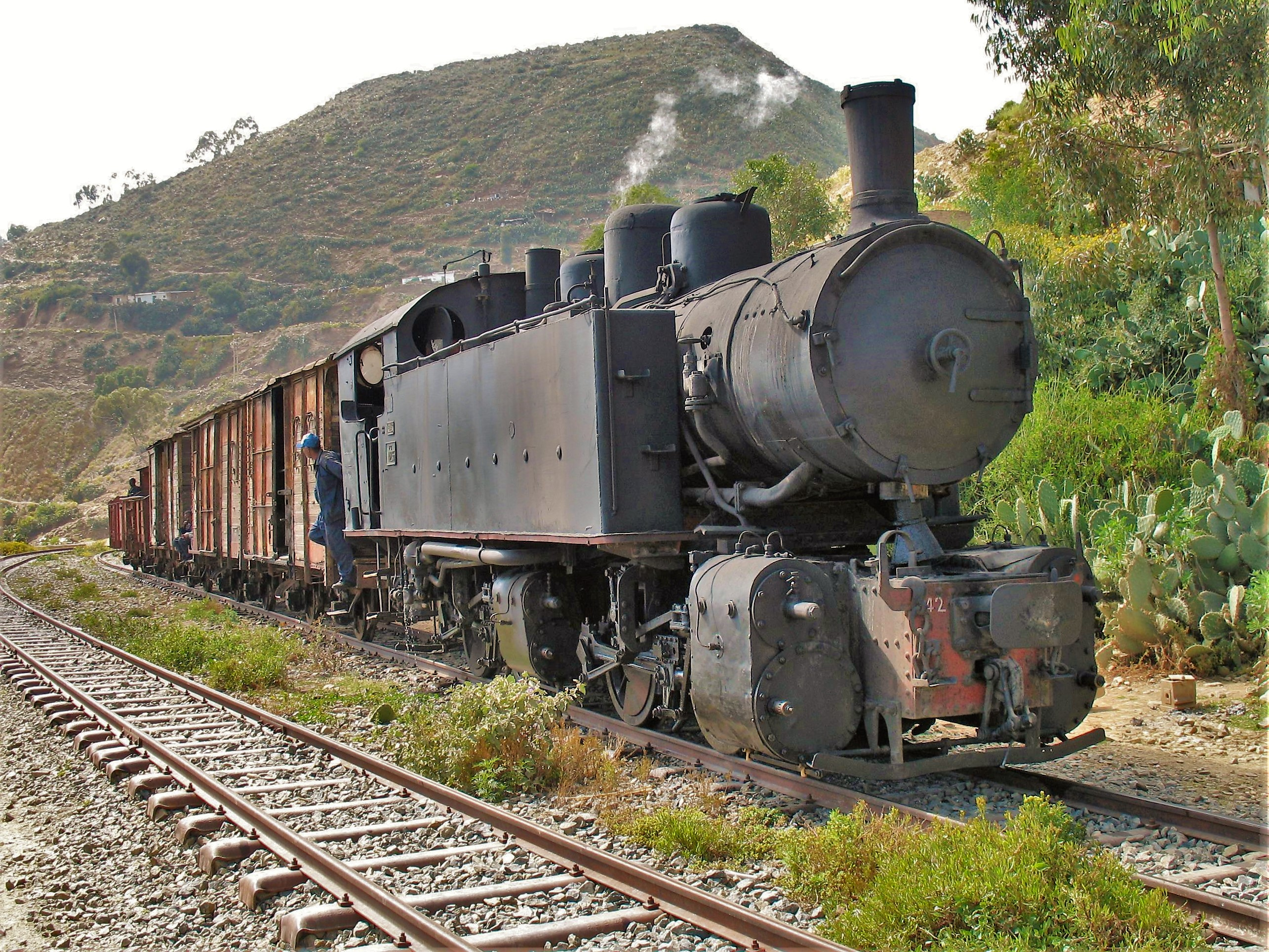
Locomotive à vapeur Ansaldo 442 de 1938 toujours utilisée en 2008 pour les convois de marchandises entre le port de Massaoua et la capitale Asmara

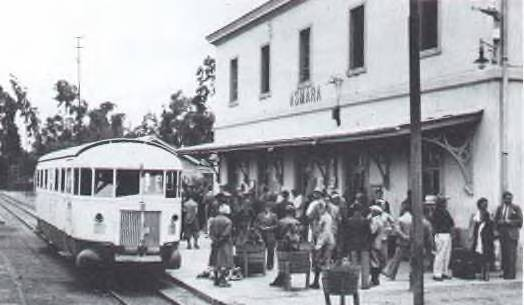
Gare d'Asmara avec une Fiat Littorina A.62 en 1938

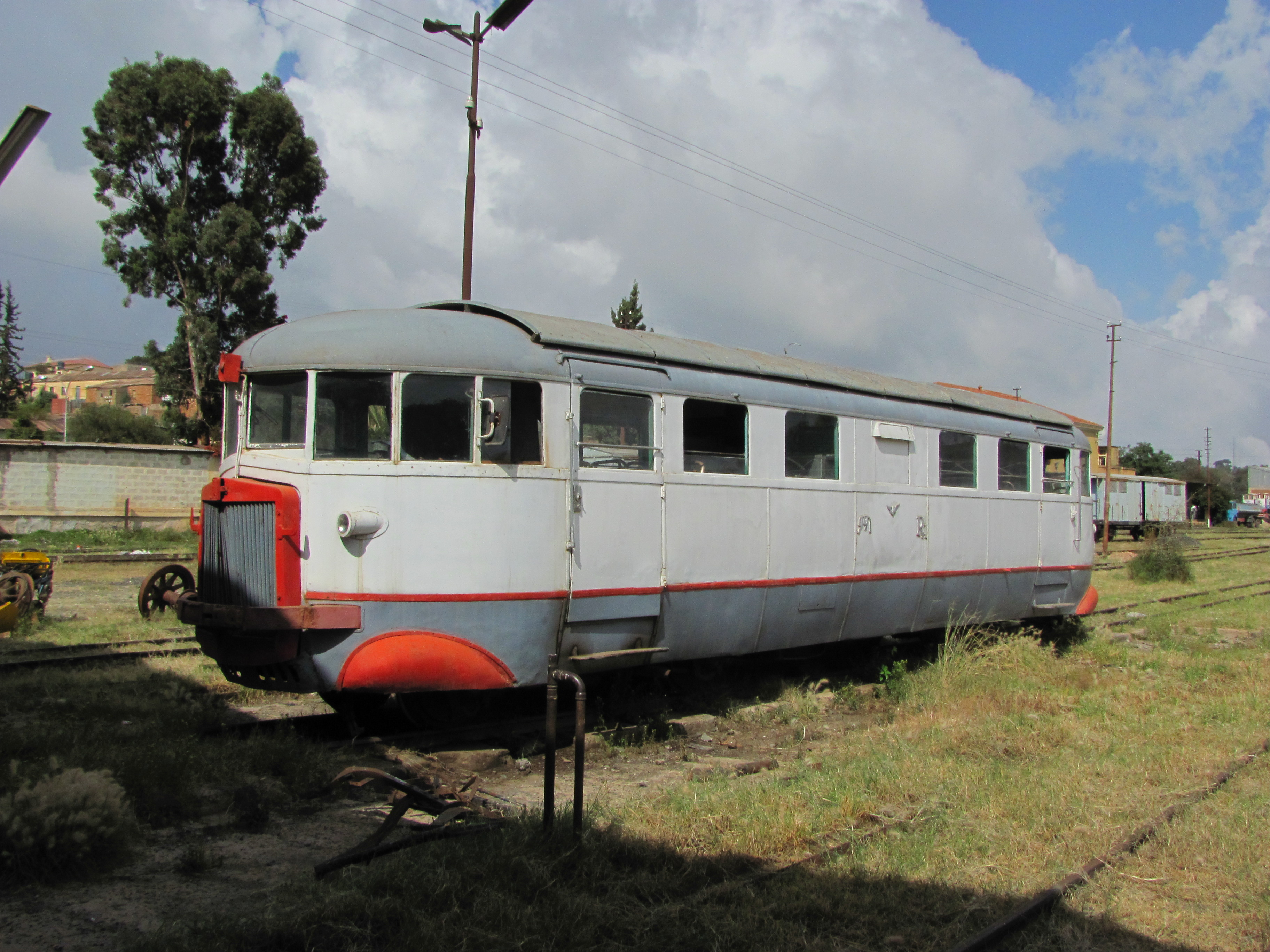
Fiat Littorina A.62 en voie de garage en gare d'Asmara

En 1870, le port d'Assab en Érythrée, à l'entrée sud de le Mer Rouge, est acheté par une société italienne. Cette opération sera la base du développement de la colonisation du pays par l'Italie. Peu après s'être implantés dans le pays, les italiens débutèrent la construction de la première ligne ferroviaire du pays. La voie ferrée italienne était une voie métrique de 950 mm. Elle reliait Massaoua à la ville fortifiée de Saati, près de Dogali. La voie ferrée, d'une longueur de 26 km, fut terminée le 15 mars 1888. Elle sera prolongée pour rejoindre en septembre 1904 la ville de Ghinda, en mars 1910 Nefasit et le 6 décembre 1911, la capitale Asmara, à 118 km de Massaoua. En 1922, la voie ferrée rejoint Cheren, Agordat en 1928 et le 7 mars 1932, la ville de Biscia, à 351 km de Massaoua. La ligne a été placée sous la responsabilité de la compagnie des Chemins de fer d'Érythrée - FE, dépendant du Ministère des Colonies italien. Les premiers trains sont tractés par des locomotives à vapeur Ansaldo. 
Les modèles d'autorails Littorina présents en Érythrée sont au nombre de 11, conçus par FIAT et dérivés des prototypes italiens de 1932 et de son projet 004, les Fiat ALb 38, 64 et 80 de 1933. Pour l'Érythrée, les modèles font suite aux projets 011 pour l'A.60, 025 pour l'A.62-A.70. 
Dans la lignée des Littorina, Fiat a développé les versions africaines : le modèle 038 (ZZ AB) pour l’Éthiopie et le modèle 040 pour la Tripolitaine et la Cyrénaïque.

##### Fiat modèle 011 - A.60 & A.61
Les deux premières unités ont été embarquées au port de Naples en destination de Massaoua en 1935.
Bien que ces modèles soient les plus courtes Littorina jamais construites par Fiat, 12,350, elles disposaient de trois portes de chaque côté pour les voyageurs dont une, au centre de la caisse, réservée pour accéder au compartiment de 1re classe de 8 places, tandis qu'aux extrémités se trouvaient les compartiments de 2e et 3e classe. Chaque autorail disposait de 2 moteurs essence Fiat type C255, identiques à ceux des ALb 80 car il fallait pouvoir grimper les pentes de 35 ‰. La vitesse maximale était bridée à 79 km/h.

##### Fiat modèle 025 - A.62 - A.70
La première Littorina type projet 025 a été présentée en avril 1936 lors de l'Exposition Fiat sur l’Afrique Orientale, place d'Italie à Milan. Les 9 unités Fiat A62-A70 ont été débarquées à Massaoua le 5 mai 1936.
Ces nouveaux modèles Littorina étaient équipés de moteurs diesel Fiat. À peine plus longs que les A.60 & A.61, 12,760 m au lieu de 12,350 m,  ils reprenaient la même ligne mais sans la porte centrale. Les deux moteurs diesel de chaque autorails étaient des Fiat type 356 développant 115 Ch. Les autorails Fiat Littorina ont permis de diviser par 2 la durée du trajet par rapport aux trains à vapeur.
Pour assurer une bonne isolation thermique, comme sur les modèles précédents, pour affronter les fortes températures permanentes qui dépassent les 40 °C, les voitures étaient parfaitement isolées et revêtues, à l'intérieur, de panneaux bois et aggloméré avec une ventilation entre l'isolant et la toiture métallique de la caisse. De plus, les casses avaient une livrée blanc/gris clair avec un filet longitudinal rouge entre les deux couleurs. La calandre a également peinte en rouge après 1946.
Cette série d'autorails comportait trois variantes : 
- le type 025A - immatriculés A.62 à A.67, avec une capacité de 32 places assises et des toilettes au centre de la caisse,
- le type 025C - immatriculé A.68, équipée en fourgon avec des bancs en bois pour d'éventuels passagers du service ferroviaire ou postal, avec des toilettes au centre de la caisse,
- le type 025D - immatriculés A.69 & A.70, ne comprenaient aucun aménagement intérieur car destinés aux unités du Génie Ferroviaire pour le transport de matériel.

La compagnie des Chemins de fer d'Érythrée - FE, a survécu sans gros encombres la Seconde guerre mondiale au cours de laquelle elle utilisa les autorails Fiat pour le transport des soldats blessés. Les choses se sont sérieusement aggravées quand l’"Eritrean Liberation Front" engagea une guérilla armée, souvent dirigée contre les chemins de fer, avec de nombreux sabotages, jusqu'au spectaculaire attentat d'Ashedira en octobre 1970, quand deux locomotives sont tombées d'un viaduc, ce qui a frappé la communauté internationale. La loi martiale a été décrétée ce qui a entrainé la suspension du transport ferroviaire et de fait la fermeture des lignes et leur abandon jusqu'en 1976. Après avoir chassé l'armée éthiopienne en 1991 et avoir reconquis son indépendance en 1993, la reconstruction de la ligne ferroviaire a été envisagée. Le projet fut lancé en 1995 en partant de Massaoua, avec des travaux qui se sont achevés en 2003, sur le tronçon portant à Asmara, long de 117 km. Pendant ce temps, plusieurs autorails ont été restaurés et remis en service. À cette occasion, un modèle parfaitement inconnu est réapparu, baptisé par les érythréens "Littorinella", petite Littorina, il est de taille réduite en longueur et peut accueillir 14 passagers.

### Somalie
Les Italiens sont présents en Somalie depuis 1880 et en font une colonie en 1905, officialisée par une loi du 5 avril 1908. L'Italie contrôle la Somalie, l'Éthiopie, l'Érythrée et le nord du Kenya jusqu'à la fin de la Seconde Guerre mondiale. 
Comme pour les chemins de fer d'Érythrée, les italiens ont envisagé avec succès d'exporter les Fiat Littorina en Somalie. Fiat Ferroviaria fabrique deux unités type projet 052. Semblables aux modèles Fiat ALn.200  fabriqués pour la Sardaigne, elles disposaient d'une caisse de 13,860 m, environ un mètre plus longue que les A62-70 érythréennes. Équipées d'un seul moteur diesel Fiat 355 C de 59 kW / 80 Ch. La vitesse maximale était bridée à 85 km/h. Leur capacité était de 7 places en 1re classe et 39 en 2e classe dans deux compartiments séparés.
Les deux unités sont embarquées dans le port de Gènes en 1944 mais les risques liés à la guerre bloquent le bateau. Les deux autorails ne partiront jamais de Gènes et retourneront à l'usine Fiat.
Mais la Somalie avait disposé, précédemment, d'autorails Fiat diesel comme mentionné dans l'ouvrage “Rassegna Economica delle Colonie”, daté du 19-09-1931 page 9, il est mentionné des "Expériences de traction ferroviaire" avec des moteurs thermiques à traction directe sur les voies ferrées en Somalie Italienne, où l'on cite un petit autorail avec remorque.
Il s'agit d'autorails construits en 1930 par la société "Officine Sociali di Mogadiscio". Le premier modèle est un autorail à 2 essieux sur une base FIAT 18 BL avec 30 places assises. Le deuxième modèle concerne un autorail plus petit construit en 4 exemplaires semblables mais pas identiques. L'un avait un moteur Citroën et offrait 14 places en 1re classe, deux étaient équipés d'un moteur SPA et le dernier d'un moteur FIAT 505. Le modèle Fiat pouvait atteindre la vitesse de 90 km/h. Ces 4 modèles étaient identiques à la "Littorinella" retrouvée en Érythrée en 2000.

### Éthiopie
La voie ferrée la plus importante d'Éthiopie de Djibouti à Addis Abeba longue de 784 km, est passée sous contrôle italien après l'occupation de l’Abyssinie par l'armée de Mussolini qui voulut doubler la vitesse moyenne des trains. Dès 1938, les autorails Fiat Littorina vinrent remplacer les anciens trains tractés par des machines à vapeur. 4 unités ont été fabriquées sur commande spéciale, projet type 038, directement dérivées des Fiat ALn 56 série 1900, de la 2e génération qui avaient bénéficié des extrémités inclinées.
Ces autorails, arrivés sur le port de Djibouti en 1936, ont été immatriculés ZZ-AB (AB = 1re et 2e classe) 1 à 4. Les photographies de ces modèles sont très rares.
Ils étaient équipés de deux moteurs diesel 6 cylindres Fiat type 356 C à injection indirecte avec pré-chambre, développant 85 kW et 115 Ch chacun. La vitesse maximale, très limitée par le tracé très tortueux et pentu de la ligne, était de 68 km/h. La longueur des caisses était de 16,300 m (un mètre plus longues que les ALb 48). L'isolation des caisses reprenait le même principe très performant que celui des versions érythréennes. Les Littorine éthiopiennes disposaient d'un énorme chasse pierres rajouté localement à partir de 1938.
Les autorails offraient 27 places assises avec un confort de haut niveau.
Après la défaite italienne, en 1943 la gestion de la ligne fut attribuée provisoirement au Génie militaire britannique puis à la compagnie nationale après la remise sur le trône du Négus. Tous les matériels roulants italiens ont été transférés à la CFE, compagnie des chemins de fer éthiopiens. Ils ont été radiés en 1965, peu avant la fermeture de la ligne. Le modèle ZZ-AB 03 a été sauvegardé et restauré dans sa partie carrosserie et transformé en bar en 2015.

### Libye
La construction de la première voie ferrée en Libye est l'œuvre des Italiens à partir de 1912 en Tripolitaine d'une longueur de 50 km. Elle a un écartement de 950 mm, comme celles réalisées en Érythrée. Depuis son ouverture commerciale en 1913, sa gestion a été assurée par la compagnie nationale italienne FS. La construction s'est interrompue durant la Première Guerre mondiale et reprit en 1919 avec une extension qui porta le réseau tripolitain à 200 km. De Tripoli on pouvait enfin relier Zouara à l'ouest (118 km), Tadjourah à l'est (21 km) et Vertice-31 au Sud (89 km). 
En Cyrénaïque la construction par les italiens de la voie ferrée débuta en 1914. Dès 1927 le réseau avait atteint 160 km, permettant de relier Benghazi à l'est à Barqa (108 km) et vers le sud à Soluq (56 km).
En Libye, comme en Éthiopie et en Érythrée, les Italiens ont envoyé des Fiat Littorina dès 1938. Ici ce fut le type projet 040, modèle dérivé des Fiat ALn 56 série 1900 semblables à la version éthiopienne, mais nettement plus longues : 22,000 m, soit à peine plus courtes que les ALb 80. Ces autorails comprenaient 12 places en 1re classe, 23 en 2e classe et 20 en 3e classe, soit une capacité globale de 55 passagers assis. Ces autorails sont dotés d'un compartiment postal à une extrémité et d'un compartiment bagages avec des toilettes à l'autre. Les moteurs diesel Fiat 356 C sont identiques à ceux des versions éthiopiennes mais la vitesse sur le nouveau réseau plat du pays était bridée à 90 km/h. L'isolation thermique renforcée était commune à toutes les versions africaines.
Sur les 8 unités construites pour la Libye, 5 furent affectées au secteur tripolitain (Tripoli) et 3 au secteur cyrénaïque (Benghazi). Ces matériels ont été radiés en 1965 lors de la fermeture des lignes.